# Father John Misty
Father John Misty, artiestennaam van Joshua Michael Tillman (Rockville (Maryland), 3 mei 1981), is een Amerikaans singer-songwriter, muzikant en producent van de genres indierock, indiepop en folkrock. Hij was tot 2012 actief onder het pseudoniem J. Tillman en was drummer bij de band Fleet Foxes van 2008 tot 2012.

## Biografie

### Jeugd
Tillman groeide op in de staat Maryland en zijn geboorteplaats Rockville is een buitenwijk van Washington D.C. Zijn ouders waren streng evangelistisch en zijn moeder werd opgevoed in Ethiopië. Zijn vader werkte als computeringenieur voor Hewlett-Packard. Als tiener liet hij zich inspireren door de seculaire muziek van artiesten als Bob Dylan en verschillende tinten van het werk van Dylan of anderen zoals auteur en dichter Raymond Carver verwerkte Tillman later in zijn eigen composities.
Tillman verhuisde naar Seattle toen hij 21 was en begon daar liedjesteksten te schrijven vanaf 2004. Hij trad in die periode ook op als voorprogramma van zanger en gitarist Damien Jurado, die afkomstig is uit Seattle. Zijn debuutalbum kreeg de naam I Will Return. Tillman ging dat jaar op tournee met het album en ontmoette producent Eric Fisher, die meewerkte aan zijn tweede album Long May You Run. Beide albums werden uitgebracht door Keep Recordings.

#### 2006–2012: J. Tillman en Fleet Foxes
In 2006 bracht het onafhankelijke label Fargo Records het eerste behoorlijk gedistribueerde soloalbum van Tillman uit, met als titel Minor Works.
Zijn vierde album heette Cancer and Deliriums en werd uitgebracht door Yer Bird. Nadat hij zich verbond aan het label Western Vinyl in 2009, publiceerde hij twee nieuwe albums op korte tijd; Vacilando Territory Blues en Year In The Kingdom. Tillman zei dat hij de titelsong van Vacilando Territory Blues schreef om beelden te beschrijven die hij associeert met zijn verhuis naar Seattle. Hij was drummer bij de barokgroep Fleet Foxes van 2008 tot 2012 en reisde rond met hun album Helplessness Blues.

#### 2012–heden: Father John Misty
Tillman staat bekend onder het pseudoniem Father John Misty sinds mei 2012. Het eerste album dat verscheen onder de naam Father John Misty was Fear Fun en werd uitgebracht op 1 mei 2012. Father John Misty is te horen op het album Indicud van de hiphopartiest Kid Cudi uit 2013. Tillman werkte met hem samen voor het nummer Young Lady. Daarnaast schreef hij de soundtrack voor The History of Caves, een film van zijn echtgenote en regisseur Emma Elizabeth Tillman.
Het album I Love You, Honeybear, daterend uit 2015 en uitgebracht door Sub Pop, is een conceptalbum waarin Father John Misty voornamelijk aan retrospectie doet. Het album geeft een inkijk op zijn gehele levensloop en zijn verleden met de liefde tot dan toe. In juli 2016 verscheen het tweede album van The Avalanches, Wildflowers, waarvoor de band met hem samenwerkte. Datzelfde jaar verscheen de single Pure Comedy met een videoclip. Father John Misty kondigde zijn album Pure Comedy aan, dat werd uitgebracht op 7 april 2017. Met dit album benadrukte Tillman het stereotiepe karakter van Father John Misty dat hij ontwikkelde via de twee vorige albums. Father John Misty is een personage van Tillman dat stelt dat het leven van de pot gerukt is en hij gaat op zoek naar het waarom.
Twee jaar later verscheen God's Favorite Customer. Het album werd uitgebracht op 20 februari 2018 en kan worden gepercipieerd als een schimmenspel dat sterk in balans is, waarbij Father John Misty doorheen de tracklist vele stemmingen oproept. Het nummer Date Night is bijvoorbeeld een korte track, overwegend positief en uptempo. In tegenstelling tot dat nummer zijn de titelsong God's Favorite Customer en het nummer Hangout with the Gallows trager en ietwat meliger.
Zijn echtgenote Emma Elizabeth is ook fotografe en neemt de foto's voor de covers van zijn albums. Ze trouwden in Los Angeles.
- Bibliothèque nationale de France: cb151205402 (data)
- Gemeinsame Normdatei: 1154722732
- International Standard Name Identifier: 0000 0000 7848 6152
- Library of Congress Control Number: no2009152835
- MusicBrainz: 172053e5-a7fb-4548-a64d-c53858b5e775
- Nationale Bibliotheek van Tsjechië: xx0230120
- SNAC: w6sb4cpf
- Système universitaire de documentation: 20420383X
- Virtual International Authority File: 100830971
- WorldCat: E39PBJdcyrxFwydDVv9RrDq4v3